# Changeondelphax velitchkovskyi
Changeondelphax velitchkovskyi är en insektsart som först beskrevs av Melichar 1913.  Changeondelphax velitchkovskyi ingår i släktet Changeondelphax och familjen sporrstritar. Inga underarter finns listade i Catalogue of Life.